# Donacia thalassina
Donacia thalassina es una especie de insecto coleóptero de la familia Chrysomelidae.
Fue descrita científicamente en 1811 por Germar.